# 汉桥区
汉桥区，中国旧区名。
1955年由武汉市惠济、福城二区合并设置。在今湖北省武汉市区汉阳城郊。1958年与洪山区合并，改设郊区。1964年恢复汉桥区。1976年再撤，并入洪山区。 